# Lány (Litomyšl)
Lány je část města Litomyšl v okrese Svitavy. Nachází se na severozápadě Litomyšle. V roce 2009 zde bylo evidováno 127 adres. V roce 2001 zde trvale žilo 428 obyvatel.
Lány leží v katastrálním území Lány u Litomyšle o rozloze 2,24 km2.

## Památky
- evangelický kostel
- socha svatého Jana Nepomuckého
- hospoda U zeleného věnce

## Fotogalerie

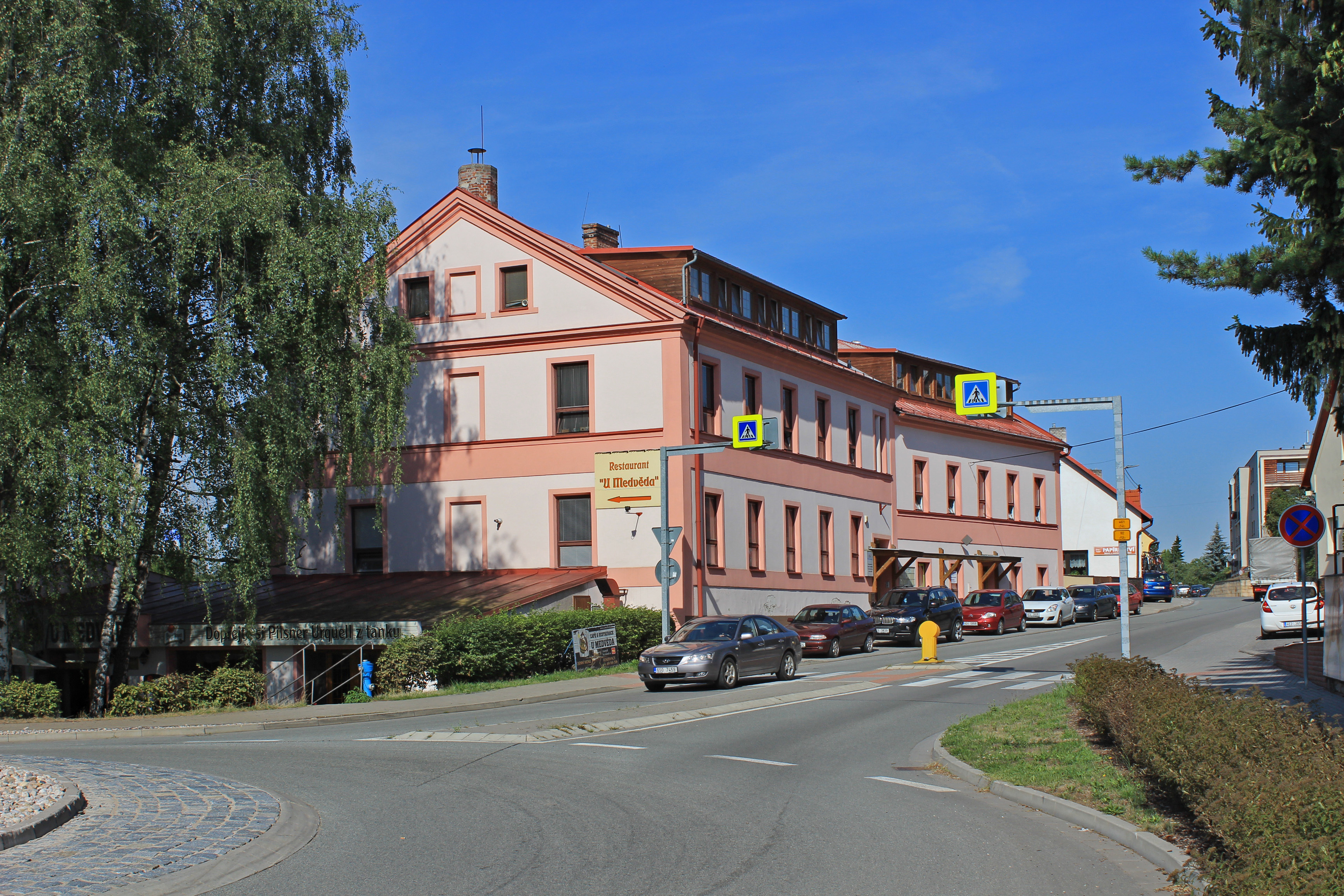
Restaurace U Medvěda
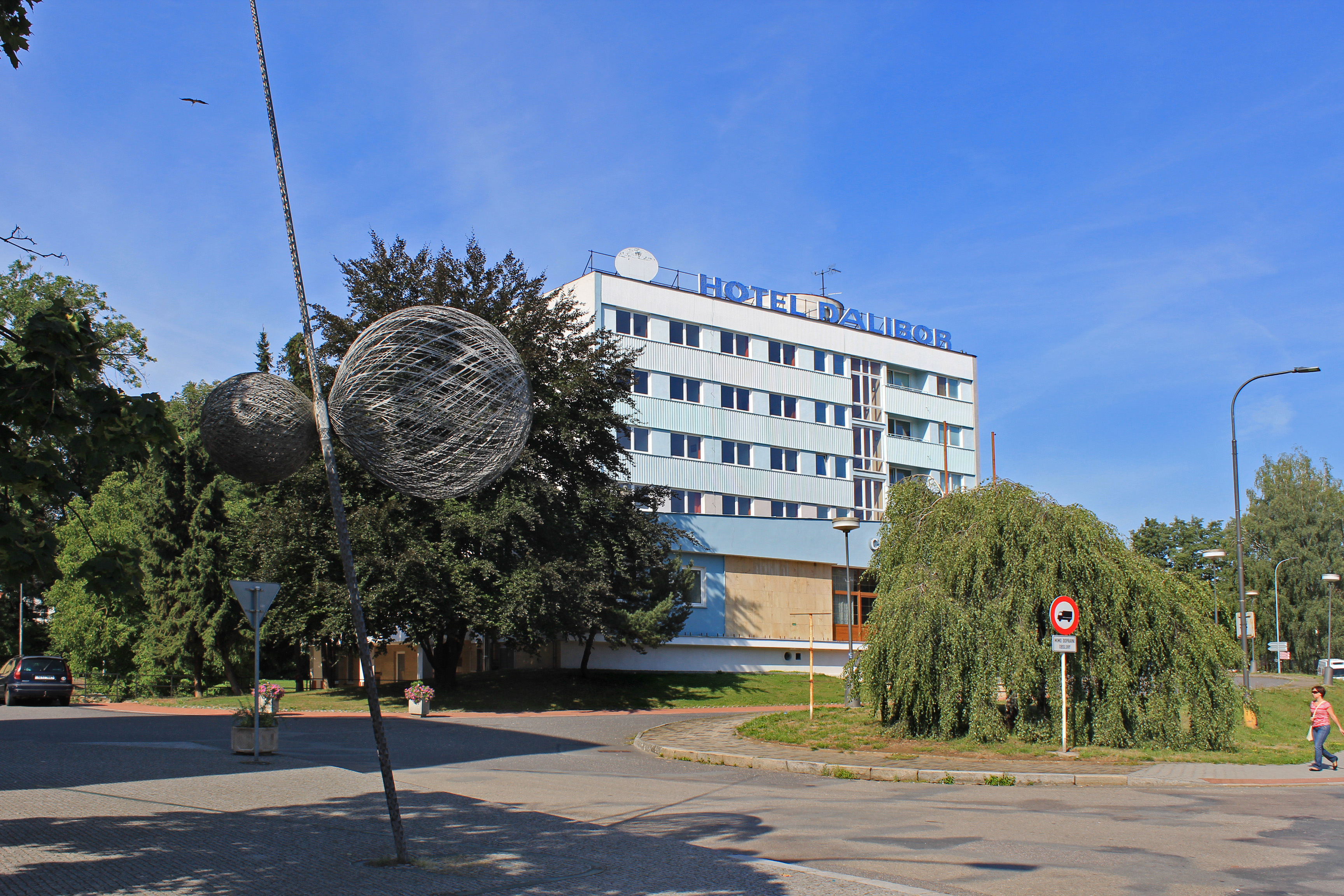
Hotel Dalibor
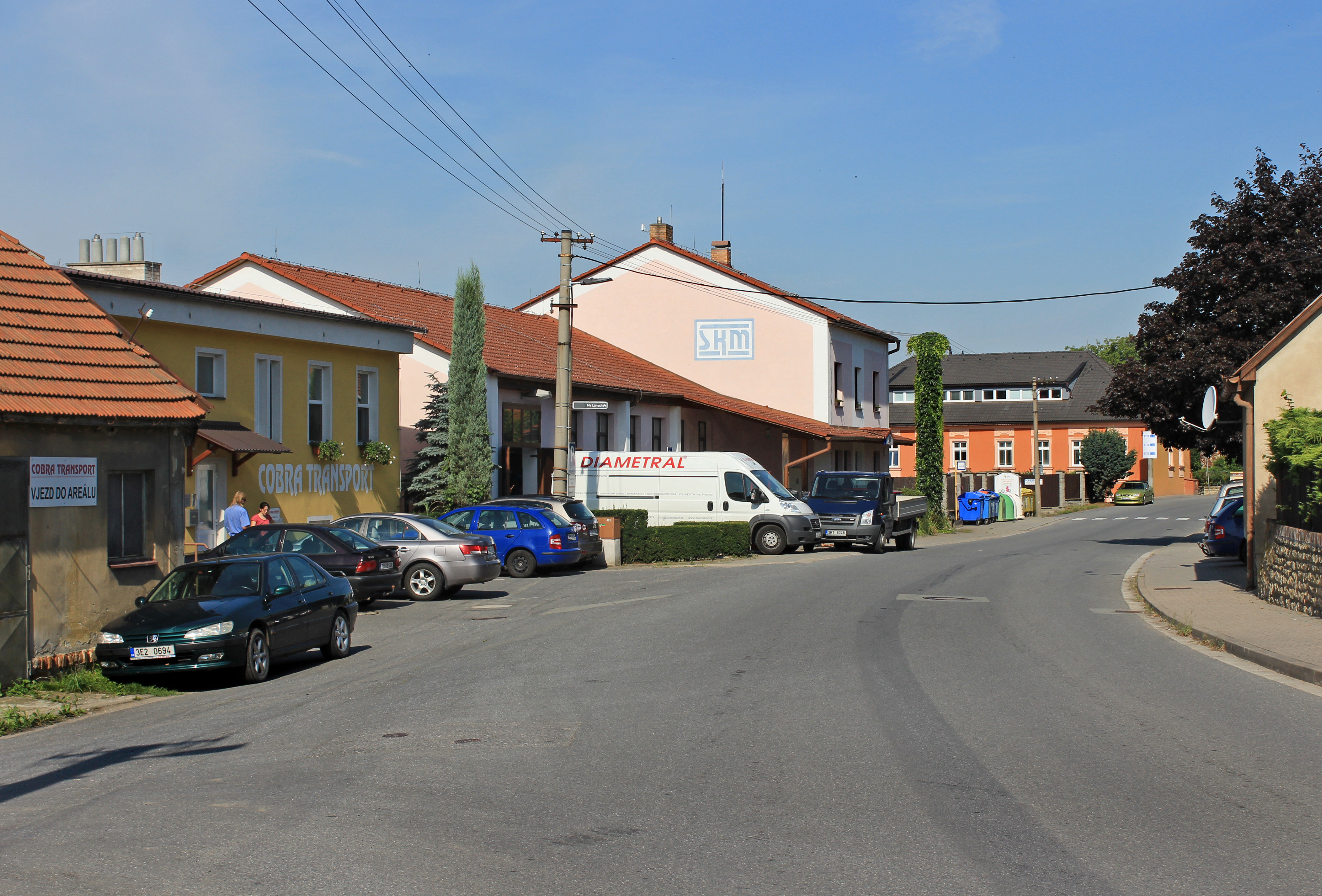
Ulice Na Lánech
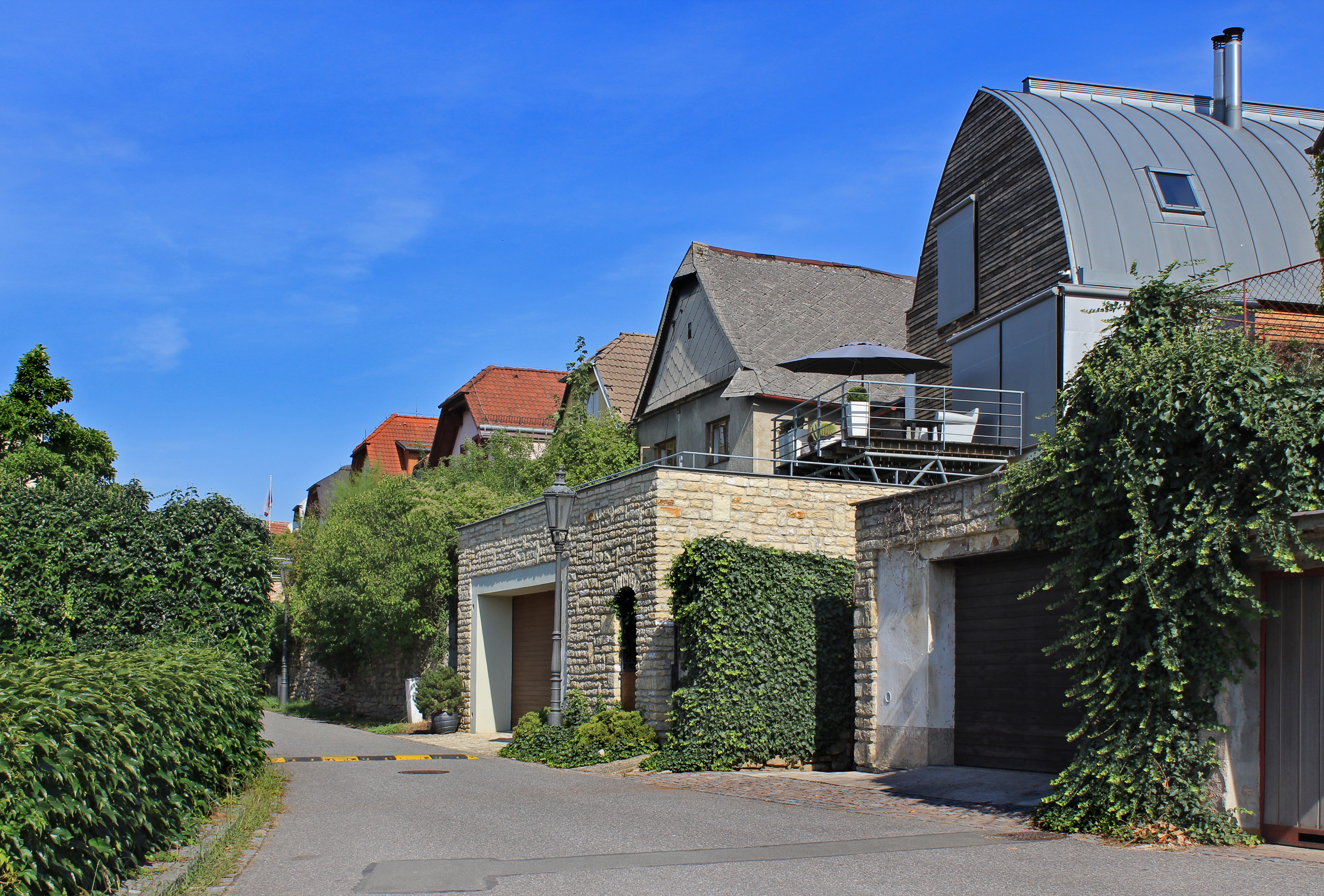
Ulice A. Tomíčka